# Hans Joachim Wiesenmüller
Hans Joachim Wiesenmüller (* 29. Mai 1929; † 12. Oktober 2021) war ein deutscher Kulturwissenschaftler.

## Leben
Hans Joachim Wiesenmüller leitete das Klubhaus in Thale und betreute Folkloregruppen und das dortige Kinder- und Jugendtheater. In Quedlinburg und Thale gehörte er 1984 zu den Mitorganisatoren des „Festivals des Liedes und des Tanzes“.
Nach 1990 wurde er Mitglied des Verbandes des künstlerischen Volksschaffens in Thale. Hier verschrieb er sich der Bewahrung der Harzfolklore, insbesondere der Sitten, Bräuche, Volkslieder und -tänze des Harzes.
Besondere Verdienste erwarb er sich für die Organisation von Treffen mit internationalen Folkloregruppen mit Unterstützung des Internationalen Rates für die Organisation von Folklorefestivals und Volkskunst (CIOFF).

## Publikationen (Auswahl)
- Ist „Feste feiern“ schon ein Volksfest? Nachbetrachtungen zum „Festival des Liedes und des Tanzes“ in Quedlinburg und Thale. In: Kultur und Freizeit, Bd. 22 (1984), 12, S. 16–18.
- Um die Walpurgisnacht. Hexen, Teufel und Dämonen. Die schönsten Sagen aus dem Harz, zusammengetragen von Hans-Joachim Wiesenmüller. Mit Bildern von Karin Tippmann. Quedlinburg o. J. [1993].
- Eine kleine Geschichte über das Klubhaus Thale – von 1948 bis 1989. In: Thale-Kurier (2019), 6, S. 8.

## Ehrungen
- 2000: Ehrennadel des Landes Sachsen-Anhalt
- 2004: Ehrenbürger der Stadt Thale
- 2020: Hufeisen des Klubhauses Thale
- Ehrenmitglied von CIOFF Deutschland e. V.